# Agios Nikolaos
Agios Nikolaos (Grieks: Άγιος Νικόλαος, vertaald: Sint-Nicolaas) is een havenstad en gemeente op het Griekse eiland Kreta. Het ligt in de oostelijke helft van het eiland, ten oosten van de hoofdstad van het eiland, Iraklion, en ten westen van de stad Sitia, aan de Middellandse Zee.
Agios Nikolaos is dezelfde als Sint-Nicolaas, de beschermheilige van zeelieden. Bij de uitspraak van de naam Agios Nikolaos (Ajos Ni-kolos) ligt de hoofdklemtoon op de tweede lettergreep van Nikolaos.

## Geschiedenis
Agios Nikolaos werd bewoond in de late bronstijd door Dorische bezetters van de klassiek stad Lato. Toen werd de veiligheid van het fort van Lato minder belangrijk en telde een makkelijke toegang tot de zee meer mee.
In de jaren 60 van de 20e eeuw werd Agios Nikolaos ontdekt door bekende personen zoals cineasten Jules Dassin en Walt Disney. Later trokken de Grieken en West-Europeanen graag naar deze kant, vooral in de maanden juli tot augustus voor vakantie of ontspanning. Vanuit de haven vertrekken er boten naar het nabijgelegen eiland Spinalonga en de vesting Kalidonia voor excursietochten.

## Bestuurlijk
Agios Nikolaos is sedert 2011 een fusiegemeente (dimos) in de Griekse bestuurlijke regio (periferia) Kreta. Voorheen viel het grondgebied ongeveer samen met de toen nog Mirabello genaamde provincie, die onderdeel was van het departement Lassithi.
De drie deelgemeenten (dimotiki enotita) van de fusiegemeente zijn:
- Agios Nikolaos (Άγιος Νικόλαος), inclusief de dorpen Elounda en Kritsa
- Neapoli
- Vrachasi (Βραχάσι)

## Bezienswaardigheden
- Het archeologisch museum, met onder meer vondsten uit de Minoïsche tijd
- Volkenkundig museum
- Voulismenimeer, een 64 meter diep meer in het centrum van de stad
- Er is een weekmarkt en een regelmatige kippen- en varkensmarkt.

## Foto's
|  |

## Geboren in Agios Nikolaos
- Nikos Koundouros (1926), filmregisseur
- Maria Damanaki (1952), politica

## Trivia
- Schrijfster Daphne du Maurier baseerde haar roman Not after Midnight op de omgeving van Agios Nikolaos.
- In het album van Suske en Wiske, Knokken in Knossos, speelt het Voulismenimeer een rol.